# RadioTimes
RadioTimes ist eine britische Programmzeitschrift, die seit 1923 erscheint.

## Geschichte
Ursprünglich als BBC-eigene Radioprogrammzeitschrift mit dem Titel The Radio Times und dem Untertitel The Official Organ of the B.B.C. gestartet, begann sie später auch über das Fernsehprogramm zu informieren und wurde 1936 zur weltweit ersten Fernsehprogrammzeitschrift. 1960 erhielten in der Zeitschrift erstmals fernsehbezogene Informationen den Vorrang gegenüber dem Radioprogramm. Anfang der 1990er Jahre wurden die britischen Fernsehprogrammlisten dereguliert, sodass fortan etliche, mit der RadioTimes konkurrierende Zeitschriften erschienen. 2011 verkaufte die BBC die RadioTimes an das Verlagshaus Immediate Media Company, welches seinerseits im Januar 2017 durch den deutschen Medienkonzern Hubert Burda Media übernommen wurde.
Anlässlich des 90-jährigen Erscheinungsjubiläums gab es im Museum of London 2013 eine mehrmonatige Ausstellung, die die Geschichte der Zeitschrift zeigte.

## Verbreitung
Die verbreitete Auflage der Zeitschrift erhöhte sich bis in die 1950er Jahre auf knapp 9 Millionen. 2016 war die Zeitschrift die drittpopulärste Bezahlzeitschrift fürs Fernsehprogramm und lag in dieser Rangfolge hinter den Zeitschriften TV Choice und What’s on TV. In dem Jahr hatte die RadioTimes eine verkaufte Printauflage von 660.000 Exemplaren.
Von der Weihnachtsausgabe 1988 wurden 11.220.666 Exemplare verkauft, sodass diese zur meistverkauften Ausgabe aller Zeiten einer britischen Zeitschrift wurde.